# POWER MOVIE
POWER MOVIE(본명: 유승엽)는 1996년에 태어난 유튜버다. 14회 KYMF 대한민국청소년미디어대전에서 서울특별시장상을 수상했다.

## 작품 활동

### 영화
- 2013년 - 하이스쿨에이전트
- 2014년 - 하이스쿨에이전트2
- 2015년 - 수강신청 성공하는 법
- 2017년 - 크리스마스 커플킬러
- 2017년 - 공대생이 피자를 나누는 법 - 피자분할공식
- 2017년 - 오늘도 평화로운 야자시간
- 2017년 - 오늘도 평화로운 급식시간
- 2019년 - 라면 맛있게 끓이는 법

### 드라마
- 2019년 - 남과 북 (21부작)
- 2020년 - 남자친구 vs 여자친구 (2부작)
- 2021년 - 파워무비 유니버스 (5부작)